# Alone galattico
L'alone galattico è una regione di spazio che circonda le galassie spirali, compresa la nostra galassia, la Via Lattea. Gli aloni galattici sono composti principalmente da stelle rade, ammassi globulari, gas e, si pensa, materia oscura. Le ellittiche potrebbero anch'esse avere un alone, ma in esse non c'è una divisione netta tra alone e corpo galattico.

## Stelle dell'alone
La maggior parte delle stelle di una galassia spirale si trova sul disco galattico in orbite più o meno circolari, oppure in uno sferoide (chiamato bulge) posto nel centro della galassia. Alcune stelle però si trovano in un alone sferoidale che circonda la galassia. Le orbite di queste stelle sono ancora oggetto di studi e controversie, ma si sa che non sono affatto ordinate e presentano grandi inclinazioni, moti retrogradi o caotici. Queste stelle potrebbero essere state "acquisite" durante la cattura da parte della Via Lattea di galassie minori (vedi fusione di galassie): per esempio, la Galassia nana ellittica del Sagittario si sta unendo in questo momento alla Via Lattea e le osservazioni mostrano che da essa provengono alcune stelle dell'alone della Via Lattea.
A differenza del disco galattico, l'alone sembra sgombro di polvere interstellare, e un'altra differenza risiede nel fatto che le stelle dell'alone sono tutte di popolazione II, più vecchie e con meno metalli delle stelle di popolazione I del disco (ma simili a quelle del bulge galattico). Molte delle stelle di alone sono concentrate in ammassi globulari, gruppi che vanno da qualche migliaio a diverse centinaia di migliaia di stelle. La nostra galassia conta circa 150 di questi gruppi, ma alcune galassie giganti ne hanno migliaia.
Il moto delle stelle di alone le porta a volte vicino al disco, e talvolta anche ad attraversarlo: non poche nane rosse vicine al Sole sono considerate stelle di alone "in transito", tra queste la Stella di Kapteyn e Groombridge 1830. Queste stelle sono riconoscibili per il loro moto proprio, in genere molto elevato.
Nel 2014 sono state scoperte due stelle, ULAS J0744+25 e ULAS J0015+01 facenti parte dell'alone galattico ad una distanza di 750000 anni luce di distanza dal Sole, cinque volte più distanti della Grande Nube di Magellano. La scoperta conferma la teoria formulata in precedenza che l'alone galattico sia effettivamente molto esteso, e lo studio delle proprietà di queste stelle potrebbe aiutare a capire meglio la formazione della Via Lattea.

## Materia oscura nell'alone
Oltre alla porzione visibile di alone, sembra esistere una porzione esterna molto più grande, conosciuta come alone oscuro, alone esteso o corona galattica, che contiene grandi quantità di materia oscura.
La presenza di materia oscura nell'alone è dedotta dal suo effetto gravitazionale sulle curve di rotazione delle galassie spirali: senza grandi quantità di massa nell'alone esteso, la velocità rotazionale di una galassia dovrebbe diminuire allontanandosi dal centro, come succede per le orbite dei pianeti del sistema solare. Invece, le osservazioni (in particolare osservazioni radio) delle linee di emissione dell'idrogeno mostrano che la velocità rotazionale non diminuisce, ma resta costante ben oltre il limite visibile della galassia. L'assenza di ogni tipo di materia visibile implica la presenza di grandi quantità di materia non osservata, ovverosia oscura. Sostenere che questa materia oscura non esiste, perché non osservata, è equivalente a dire che la teoria della gravitazione oggi accettata (la Relatività Generale) è sbagliata, cosa sostenuta da un piccolo numero di fisici. La maggior parte di essi accetterebbe un simile risultato solo con evidenze molto più convincenti delle curve di rotazione delle galassie.
La natura della materia oscura presente negli aloni galattici è ancora da scoprire: le teorie più popolari sono che l'alone ospiti un gran numero di piccoli corpi conosciuti come MACHO, oppure particelle debolmente interagenti conosciute come WIMP. Osservazioni condotte sull'alone della Via Lattea in cerca di MACHO, usando la tecnica della microlente gravitazionale, non ne hanno trovati abbastanza per poter confermare la teoria.